# Rosario Giorgio Costa
Rosario Giorgio Costa (Matino, 7 ottobre 1942) è un politico italiano.

## Biografia
Presidente della Provincia di Lecce per la Democrazia Cristiana dal 1990 al 1993.
Viene eletto per la prima volta senatore nel 1994 nel Partito Popolare Italiano. Nel luglio 1995 segue la scissione di Rocco Buttiglione, che dà vita ai Cristiani Democratici Uniti.
Nel 1996 è rieletto senatore nella XIII legislatura coi CDU; nel 1998 partecipa alla scissione promossa fra gli altri da Roberto Formigoni che dà vita al movimento dei Cristiani Democratici per la Libertà e assieme ad altri due senatori ex-CDU si unisce a quelli del Centro Cristiano Democratico, unione che a Palazzo Madama porta alla costituzione del gruppo CCD-CdL. 
Successivamente il movimento dei CDL si federa a Forza Italia, in cui confluisce definitivamente nel marzo del 2001.
Dal 2001 viene quindi eletto senatore con Forza Italia nella XIV Legislatura ed è vice-capogruppo forzista al Senato. 
Dal 2006, per la XV Legislatura è Membro della 6ª Commissione permanente (Finanze e tesoro), Membro della Commissione speciale per la tutela e la promozione dei diritti umani, Vicepresidente della Commissione di inchiesta sull'uranio impoverito e Membro della Commissione parlamentare di vigilanza sull'anagrafe tributaria. 
Viene rieletto a Palazzo Madama anche nel 2008 nel Popolo della Libertà, restando in carica per la XVI Legislatura. Dopo cinque mandati consecutivi al Senato, conclude la propria esperienza parlamentare nel 2013.